# Battaglia di Caltavuturo
La battaglia di Caltavuturo fu combattuta nell'881 o 882 tra l'Impero bizantino e l'Emirato aghlabide di Ifriqiya, durante la conquista islamica della Sicilia. Fu una grande vittoria bizantina, anche se non riuscì a invertire la conquista islamica dell'isola.

## Storia
Nell'880, una serie di successi navali sotto l'ammiraglio Nasar permise all'imperatore bizantino Basilio I il Macedone di prospettare una controffensiva contro gli Aghlabidi nell'Italia meridionale e in Sicilia. In Sicilia, tuttavia, gli Aghlabidi avevano ancora il sopravvento: nella primavera dell'881, il governatore aghlabide al-Hasan ibn al-Abbas lanciò una serie di incursioni nei restanti territori bizantini e nel processo sconfisse il comandante locale, Barsakios, nei pressi di Taormina.
Nell'anno successivo, tuttavia, nel 268 dell'Egira (corrispondente all'881/882 d.C.), secondo lo storico Ibn al-Athir (La storia completa, VII.370.5-7), i bizantini ebbero la loro rivincita, sconfiggendo completamente un esercito Aghlabide sotto Abu Thawr e secondo quanto riportato, solo sette uomini riuscirono a sopravvivere. Il vittorioso comandante bizantino è identificato dagli storici moderni con Mosilikes, noto per aver operato nell'area all'inizio degli anni 880. Secondo l'agiografia del Patriarca di Costantinopoli Ignazio, il generale invocò il patriarca durante la battaglia, ed egli apparve in cielo davanti a lui su un cavallo bianco, consigliandogli di sferrare il suo attacco contro la sinistra del nemico. Mosilikes seguì il consiglio e vinse. La battaglia diede il nome alla località: il geografo del XII secolo Muhammad al-Idrisi ricorda il Qalʿat Abī Thawr ("roccaforte di Abū Ṯhawr"), da cui, secondo alcuni storici, deriva il nome attuale di Caltavuturo.

## Eventi successivi
Negli anni successivi, i musulmani lanciarono diverse incursioni contro Catania, Taormina e la "città del re" (forse Polizzi) nell'883, contro Rometta e Catania nell'884, e ancora contro Catania e Taormina nell'885. Queste spedizioni ebbero successo nella misura in cui fruttarono i bottini o i tributi sufficienti per pagare l'esercito, ma non riuscirono a catturare nessuna roccaforte bizantina.